# Brauerei Gebr. Maisel
La Brauerei Gebr. Maisel est une brasserie à Bayreuth, dans le Land de Bavière.

## Histoire
Comme tous les habitants du village d'Obernsees, Friedrich Maisel a le droit de brasser ; son fils Andreas (né en 1843) transforme la propriété de ses parents en une brasserie et une malterie modernes. La brasserie Maisel à Obernsees existe de 1852 à 1982. En 1887, les fils de Friedrich Maisel, Eberhardt (né en 1841) et Hans (né en 1859), fondent la brasserie Gebrüder Maisel à Bayreuth, à proximité. Ils achètent une propriété dans la Kulmbacher Strasße, dans le quartier de Kreuz, pour 32 000 marks. Le 12 janvier 1887, le magistrat de la ville approuve la construction d'une nouvelle brasserie avec chai. L'automne suivant, la cave à bière blonde avec le bâtiment de bureaux, la brasserie ainsi qu'une chaufferie avec machines et vapeur sont construites.
Au milieu des années 1920, Fritz et Andreas, les fils des fondateurs, reprennent la direction de l'entreprise brassicole. À partir de 1936, Fritz Maisel dirige l'entreprise seul. En 1955, avec ses fils Hans et Oscar, il prend la décision ambitieuse d'introduire une bière blanche, initialement appelée Champagne-Weizen. La brasserie régionale Gebrüder Maisel devient une brasserie de bière spécialisée dont les bières sont vendues à l'étranger. Hans Maisel (1928-2015) s'occupe de l'aspect commercial de l'entreprise et son frère Oscar (1930-2021) s'occupe de l'aspect technique de l'entreprise.
Au début des années 1970, une nouvelle brasserie moderne est construite sous l'ancienne brasserie, dans la vallée du Roter Main. Le bâtiment administratif à la façade autrefois innovante date de 1974. La production est alors transférée dans les nouvelles installations. L'ancien bâtiment classé situé sur le versant de Roter Hügel devient en 1981 la brasserie et le Büttnereimuseum Maisel.
La quatrième génération reprend la relève de la brasserie. En 1996, Oscar Maisel transmet l'entreprise à son fils Jeff et à son cousin Andreas, décédé en 2007 ; il quitte l'entreprise en 2000. La brasserie Gebrüder Maisel comprend également la Bayreuther Bierbrauerei AG, dont Jeff Maisel dirige le conseil de surveillance.
Début 2001, la brasserie conclut une alliance avec Veltins, qui reprend une participation de 35% dans la brasserie Gebrüder Maisel. Depuis le 30 décembre 2005, la brasserie est à nouveau entièrement familiale. Une coopération commerciale continuera d'exister.
À la fin des années 2000, l'Edelhopfen Diät-Pilsner est leader du marché dans le segment des bières diététiques. En 2012, elle est rebaptisée Edelhopfen Extra. La marque Maisel & Friends dessert le segment en pleine croissance du marché de la bière artisanale depuis 2012. En plus des interprétations de types de bière internationaux, des produits de « co-brassage » sont souvent créés avec les « Amis », comme la bière Hopfenreiter, qui sort chaque année à un tirage limité.
En juin 2021, un autre site de brassage est envisagé, car la capacité de la brasserie est à sa limite. Une brasserie supplémentaire est prévue sur un terrain d'environ 5 hectares entre la Bundesstraße 85 et Oberobsang. Elle y sera également brassée avec de l'eau de source du Fichtelgebirge.

## Production
- Maisel's Weisse Original
- Maisel's Weisse Leicht
- Maisel's Weisse Alkoholfrei
- Maisel's Weisse Dunkel
- Maisel's Weisse Kristall
- Bayreuther Bio-Weisse
- Maisel's Pilsner
- Edelhopfen Extra
- Kritzenthaler Alkoholfreies Pilsner (arrêté en 2017)

Maisel & Friends
- Maisel & Friends Marc's Chocolate Bock
- Maisel & Friends Stefan's Indian Ale
- Maisel & Friends Jeff's Bavarian Ale
- Maisel & Friends Hell
- Maisel & Friends Pale Ale
- Maisel & Friends IPA
- Maisel & Friends West Coast IPA
- Maisel & Friends India Ale (bière à la pression)
- Maisel & Friends Dry Stout (bière à la pression)